# Aricia gallica
Aricia gallica är en fjärilsart som beskrevs av Charles Oberthür 1910. Aricia gallica ingår i släktet Aricia och familjen juvelvingar. Inga underarter finns listade i Catalogue of Life.